# Âm học kiến trúc

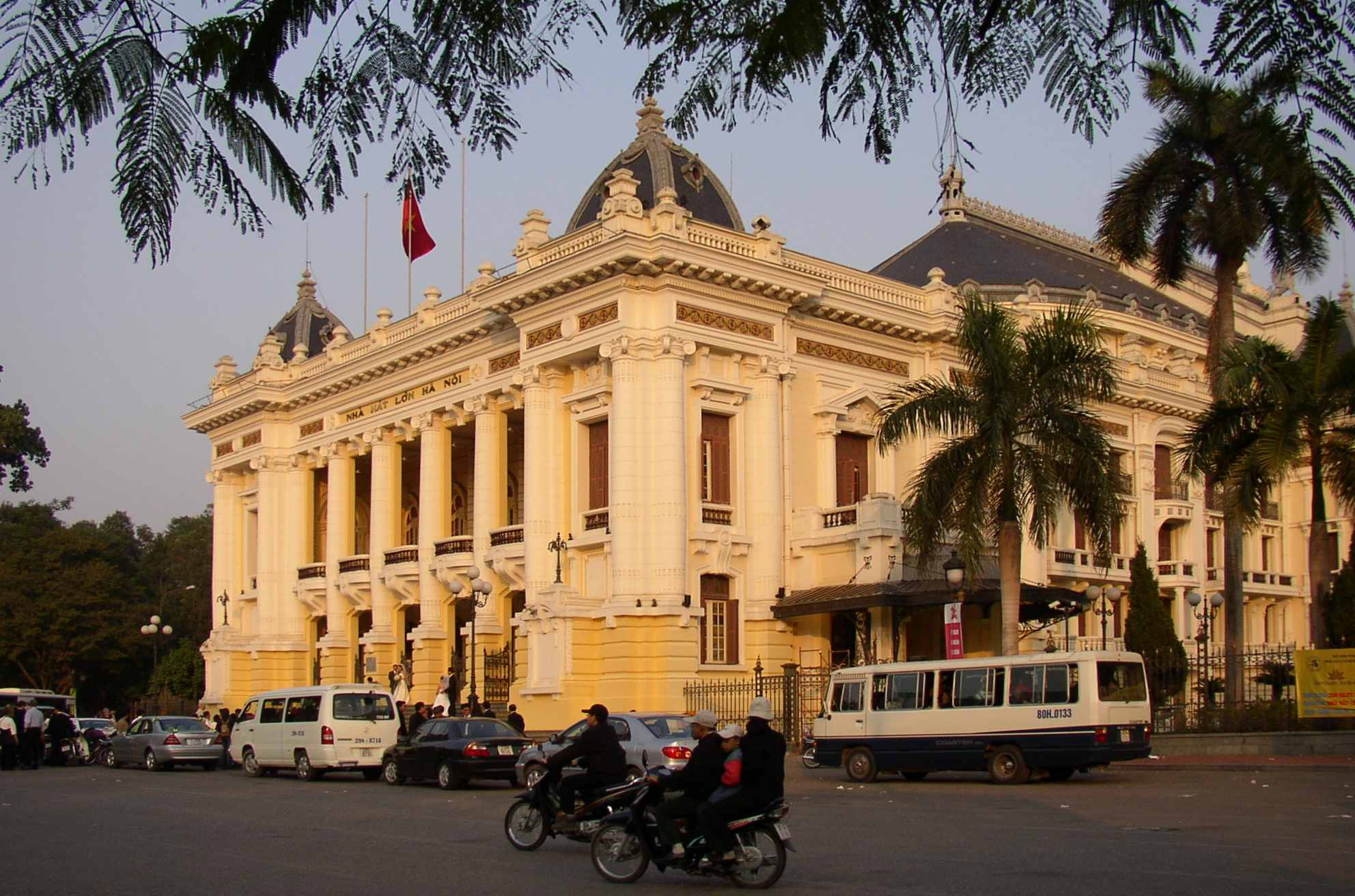
Nhà hát Lớn Hà Nội, công trình phải được xây dựng theo các nguyên tắc âm học kiến trúc

Âm học kiến trúc là bộ môn khoa học vật lý nghiên cứu tác động của âm thanh tới môi trường kiến trúc, để tìm ra các giải pháp kiến trúc hướng đến kết quả như chống ồn, đảm bảo nghe đều, nghe rõ ở các vị trí khác nhau. Âm học kiến trúc được áp dụng đầu tiên trong các công trình nhà hát hay phòng âm nhạc, và hiện nay được chú ý ở hầu hết các công trình khác, như công sở, trường học... Để chống ồn, âm học kiến trúc đưa ra các phương án như che chắn, sử dụng tường ngắn, các vật liệu chống ồn... Để đảm bảo sự nghe đều, nghe rõ trong các phòng họp, nhà hát, kiến trúc sư lựa chọn hình dáng căn phòng sao cho nguồn âm phát ra được phản xạ, đem lại hiệu quả tốt nhất.